# مشتاق ازدواج
مشتاق ازدواج (انگلیسی: Crazy to Marry) یک فیلم صامت کمدی به کارگردانی جیمز کروز است که در سال ۱۹۲۱ منتشر شد. نسخه‌ای از این فیلم در آرشیو سلطنتی فیلم بلژیک و همچنین گاسفیلمافوند روسیه حفظ شده‌است.

## گزیدهٔ بازیگران
- راسکو آرباکل
- لی‌لا لی
- ادوین استیونز
- لیلیان لیتون
- بول مونتانا
- سیدنی بریسی
- جنویو بلین
- کلارنس برتون
- چارلز استانتون اوگل
- لوسین لیتلفیلد